# Laemophloeus pilosus
Laemophloeus pilosus là một loài bọ cánh cứng trong họ Laemophloeidae. Loài này được Lea miêu tả khoa học năm 1904.